# Los viernes al show
Los viernes al show fue un programa de televisión de humor blanco, estrenado el 10 de octubre de 2014 de la mano de los showmans Manel Fuentes y Arturo Valls.
El programa mezclaba el hurmor blanco con el entretenimiento y variedades,  así como la colaboración de invitados famosos, con el objetivo de competir en horario de máxima audiencia, con Sálvame Deluxe, el tradicional talk show de Telecinco de la misma franja horaria, así como con Blockbuster de Cuatro y con Equipo de investigación de La Sexta. El 23 de diciembre de 2014 se confirmó la cancelación del programa tras su importante bajada de audiencias.

## Los presentadores
Arturo Valls es un actor y presentador de televisión español, de Valencia, con una trayectoria en el mundo televisivo desde 1996, participando en programas como Caiga Quien Caiga, ¡Allá tú!, Camera Café, ¡Ahora caigo! o Tu cara me suena.
Manel Fuentes es un periodista y humorista español, de Barcelona, que ha desarrollado su trayectoria profesional, esencialmente, como presentador de radio y televisión, desde 1997, participando en programas como Crónicas marcianas, La noche... con Fuentes y cía, Caiga quien caiga , Tu cara me suena y el talent Top Dance, y habiendo presentado Tu cara me suena mini, la versión para niños de Tu cara me suena.
El presentador Arturo Valls compagina en sus inicios su trabajo junto a los programas de entretenimiento ¡Ahora caigo! y Me resbala. Asimismo, Manel Fuentes viene de realizar los show televisivos de Tu cara me suena y Tu cara me suena mini
Ambos presentadores han trabajado juntos en varios programas de imitaciones y en el noticiero humorístico satírico Caiga quien caiga de Telecinco.

## Episodios y audiencias
| Temporada | Temporada | Episodios | Estreno               | Final                   | Audiencia media | Audiencia media | Audiencia media |
| Temporada | Temporada | Episodios | Estreno               | Final                   | Espectadores    | Cuota           |                 |
| --------- | --------- | --------- | --------------------- | ----------------------- | --------------- | --------------- | --------------- |
|           | 1         | 11        | 10 de octubre de 2014 | 19 de diciembre de 2014 | 1 814 000       | 11,7%           |                 |
| Total     | Total     | 11        | 2014                  | 2014                    | 1 814 000       | 11,7%           |                 |

### Primera temporada: 2014
| N.º (serie) | N.º (temp.) | Programa | Fecha de emisión        | Audiencia         |
| ----------- | ----------- | --- | ----------------------- | ----------------- |
| 1           | 1           | «Melendi, Mario Casas, Cristina Pedroche, Jesulín de Ubrique, Santiago Segura y La Unión»                         | 10 de octubre de 2014   | 3 029 000 (18,3%) |
| 2           | 2           | «Hugo Silva, Alberto Chicote, Auryn, Amaia Salamanca, Manuela Velasco, Luis Larrodera y La Guardia»               | 17 de octubre de 2014   | 2 144 000 (12,8%) |
| 3           | 3           | «Paco León, David Bustamante, Jordi Évole y Seguridad Social»                                                     | 24 de octubre de 2014   | 2 101 000 (12,7%) |
| 4           | 4           | «Miryam Gallego, Francis Lorenzo, Mónica Naranjo, Manuel Díaz "El Cordobés", Ruth Lorenzo y Amistades Peligrosas» | 31 de octubre de 2014   | 1 698 000 (12,4%) |
| 5           | 5           | «Azúcar Moreno, Paula Echevarría, Miguel Ángel Silvestre, Miguel Bosé y Danza Invisible»                          | 7 de noviembre de 2014  | 1 938 000 (13,0%) |
| 6           | 6           | «María del Monte, Pablo Alborán, Fernando Tejero, Sam Claflin y Rebeca»                                           | 14 de noviembre de 2014 | 1 670 000 (12,0%) |
| 7           | 7           | «Belén Rueda, Julio Iglesias, Jr. y Carlos Sobera»                                                                | 21 de noviembre de 2014 | 1 440 000 (10,1%) |
| 8           | 8           | «Melendi, José Coronado y Ana Pastor»                                                                             | 28 de noviembre de 2014 | 1 683 000 (10,4%) |
| 9           | 9           | «Josema Yuste, Joaquín Reyes y Eva Hache (Especial "La gran noche del humor")»                                    | 5 de diciembre de 2014  | 1 533 000 (9,6%)  |
| 10          | 10          | «Toni Cantó y Michelle Jenner»                                                                                    | 12 de diciembre de 2014 | 1 536 000 (9,4%)  |
| 11          | 11          | «Los del Río, Boris Izaguirre y Gloria Serra»                                                                     | 19 de diciembre de 2014 | 1 179 000 (7,8%)  |